# ميناء بجاية
ميناء بجاية، هو ميناء جزائري، يقع في مدينة بجاية، في منطقة القبائل. ويخصص الميناء للتجارة الدولية والهيدروكربونات. وهو يأتي في المرتبة الثانية في الجزائر من حيث النشاط التجاري.

## جغرافيا
يقع ميناء بجاية على خط عرض شمالي 36°45’24’’وخـــط طول شرقي 05°05’50’’. موقعها في قلب غرب البحر الأبيض المتوسط ووسط الساحل الجزائـــري يعتبر ميزة اقتصادية وموقع استراتيجي على الطرق البحرية. إنّ ميناء بجاية يتمتع بموقع جغرافي متميز ومحمي طبيعيا ومرساها يعدّ الأكثر أمانا. 

## البنية التحتية

### المحطة البحرية

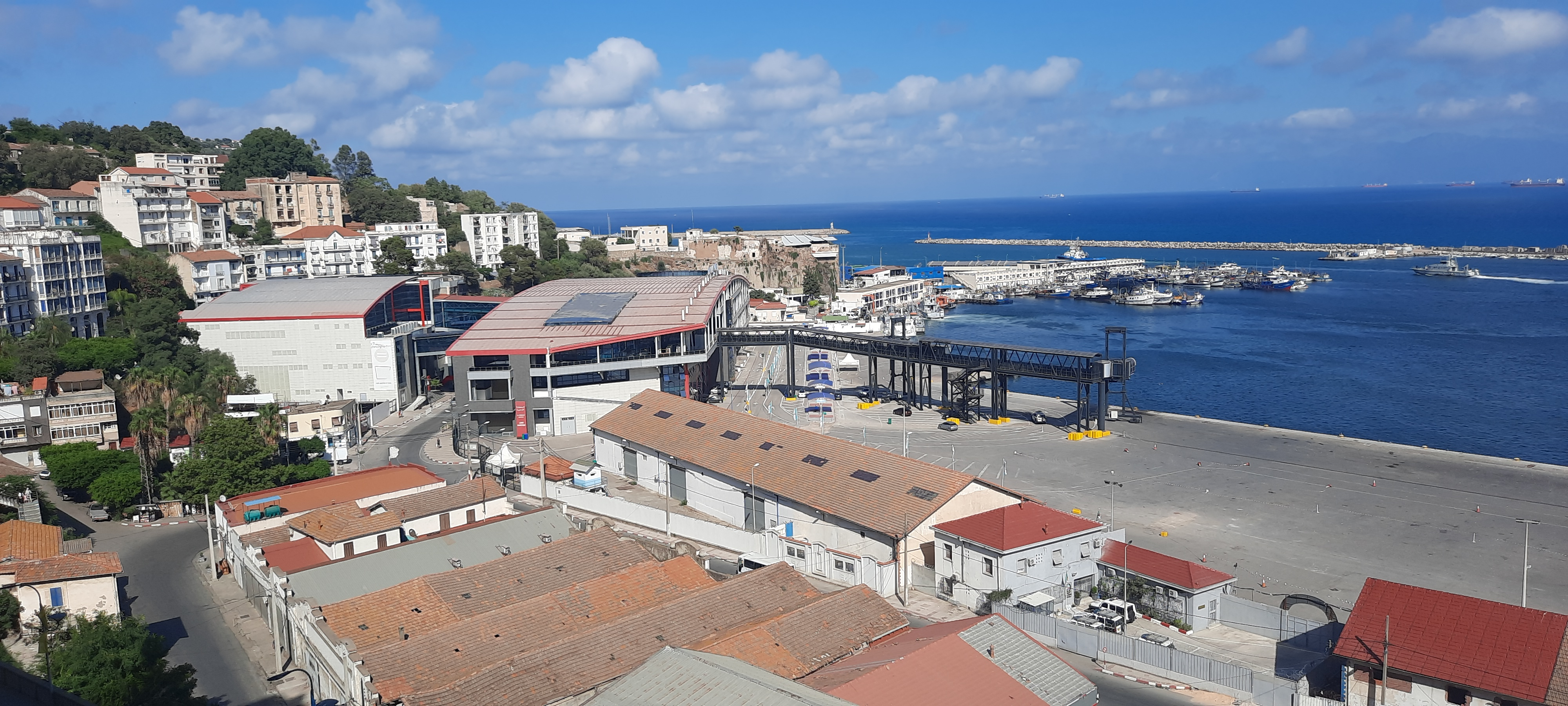
المحطة البحرية الجديدة لنقل المسافرين لولاية بجاية

بدأت المحطة البحرية الجديدة لنقل المسافرين العمل في يوليو 2018 بعد زيارة عمل لوزير الأشغال العمومية والنقل عبد الغني زعلان لولاية بجاية. ومن المزمع فتح خط بحري بين مرسيليا وبجاية وخط أخر بين مدينة برشلونة الاسبانية وميناء بجاية، وخط بين الميناء و بلنسية. يعتقد ان المحطة بنيت فوق أنبوب نفط مما يهدد بقاءها.